# Gallea
 (février 2023).
 (juillet 2023).
Gallea est une plateforme Online to offline de galerie d'art en ligne basée à Montréal, Québec, Canada. La compagnie fait partie de la cohorte de MT Lab  (l'incubateur d'innovations montréalais en tourisme, culture et divertissement). 

## Histoire
Gallea se situe bien après les premiers médias d'Art en ligne véhiculant de l'Art contemporain électronique inventés à la fin du XXe siècle avec internet qui leur donnait une portée mondiale — un domaine de spécialistes des Beaux Arts —. 
Gallea a vu le jour en 2016 par des étudiants voulant être entrepreneurs à la suite de l'analyse mercatique des besoins des personnes locales plutôt débutantes en arts visuels qui sont frustrés par l'inaccessibilité des galeries,. 
L'entreprise se niche en 2018 dans la réalité commerciale déjà installée pour le design et la décoration « à la mode » des locaux élégants. Cela se fait juste avant la pandémie installée en 2020 paralysant l'activité du monde économique.

## Services
Gallea « permet aux artistes en arts visuels de se faire connaître du public afin d’être en mesure de vivre de leur art [...] La plateforme numérique d'art 
« national,, » permet aux artistes de montrer leurs œuvres à travers un réseau d'exposants » composé de cafés, de bars, d'hôtels, de restaurants et d’autres lieux publics ou corporatifs.  « Gallea rend l’art visuel plus accessible aux citoyens » est le slogan de boutique de culture par artistes et thèmes-visuels dans des établissements locaux jusqu’à la vente d’œuvres d'art.  Les communautés et les villes présentent, selon la compagnie Gallea, leur bagage culturel populaire — hors office du tourisme. La rémunération des artistes est un contrat. 
Il est à noter que la notion « romantique façon Belle-époque - réaliste financièrement actuel » d'artiste - artisan pour le site hébergeur importe peu (ne dépend que de la personne qui crée). 

### «La culture à portée de main» pour les artistes et les acheteurs
Des acheteurs sont en mesure de découvrir l'art à travers le réseau selon Gallea : « Le client potentiel n'a pas besoin d’être un grand amateur d'art ou spécialiste pour apprécier le travail des artistes inscrits dans le réseau » ; Gallea permettrait de rendre l'art des artistes locaux-(locales) canadien(ne)s plus accessible.

### Services aux établissements du réseau exposant les œuvres
Gallea « offre » aux établissements — qui sont les sélectionneurs d'œuvres — tels que les cafés, les bars, les restaurants ou des maisons corporatives la possibilité d'afficher des toiles d'artistes en mettant à disposition de l'espace libre d'accrochage sur leurs murs (avec rémunération si vente) et d'être répertoriés sur un internet domaine « tourisme, culture et divertissement ». 
Ces établissements ne sont pas en concurrence avec les galeries d'art qui sont dédiées aux artistes confirmés et aux acheteurs particuliers ou institutionnels qui passent en général par les commissaires priseurs pour l'évaluation de la valeur.

## Effets de la pandémie Covid19
Pour un article plus général, voir Pandémie de Covid-19 au Canada.